# Eurovisão: 50 Anos de Canções
Eurovisão: 50 Anos de Canções (ou Congratulations: 50 Anos do Festival Eurovisão da Canção) foi produzido pela EBU, e serviu para festejar o aniversário dos 50 anos da existência da Eurovisão. Ao mesmo tempo elegeu-se a melhor música alguma vez apresentada no festival, tal música, foi a que os ABBA levaram em 1974 a concurso Waterloo.

## Participantes
| Música                         | Artista            | Compositores                                     | Ano  | País        | Lugar |
| ------------------------------ | ------------------ | ------------------------------------------------ | ---- | ----------- | ----- |
| Nel bu dipinto di blu (Volare) | Domenico Modugno   | Domenico Modugno, Franco Migliacci               | 1958 | Itália      | 3rd   |
| Poupée de cire, poupée de son  | France Gall        | Serge Gainsbourg                                 | 1965 | Luxemburgo  | 1st   |
| Congratulations                | Cliff Richard      | Phil Coulter, Bill Martin                        | 1968 | Reino Unido | 2nd   |
| Eres Tú                        | Mocedades          | Juan Carlos Calderon                             | 1973 | Espanha     | 2nd   |
| Waterloo                       | ABBA               | Benny Andersson, Björn Ulvaeus, Stikkan Anderson | 1974 | Suécia      | 1st   |
| Save Your Kisses for Me        | Brotherhood of Man | Tony Hiller, Lee Sheriden, Martin Lee            | 1976 | Reino Unido | 1st   |
| What's Another Year            | Johnny Logan       | Shay Healy                                       | 1980 | Irlanda     | 1st   |
| Ein bisschen Frieden           | Nicole             | Ralph Siegel, Bernd Meinunger                    | 1982 | Alemanha    | 1st   |
| Hold Me Now                    | Johnny Logan       | Johnny Logan                                     | 1987 | Irlanda     | 1st   |
| Ne partez pas sans moi         | Celine Dion        | Nella Martinetti, Atilla Sereftug                | 1988 | Suíça       | 1st   |
| Diva                           | Dana International | Yoav Ginai, Svika Pik                            | 1998 | Israel      | 1st   |
| Fly on the Wings of Love       | Olsen Brothers     | Jørgen Olsen                                     | 2000 | Dinamarca   | 1st   |
| Every Way That I Can           | Sertab Erener      | Sertab Erener, Demir Demirkan                    | 2003 | Turquia     | 1st   |
| My Number One                  | Helena Paparizou   | Christos Dantis, Natalia Germanou                | 2005 | Grécia      | 1st   |

## Resultados
| #  | Música                        | 1º Ronda | Lugar | 2º Ronda | Lugar |
| -- | ----------------------------- | -------- | ----- | -------- | ----- |
| 1  | Congratulations               | 105      | 8     | -        | -     |
| 2  | What's Another Year?          | 74       | 12    | -        | -     |
| 3  | Diva                          | 39       | 13    | -        | -     |
| 4  | Eres tú                       | 90       | 11    | -        | -     |
| 5  | Ein bisschen Frieden          | 106      | 7     | -        | -     |
| 6  | Nel blu dipinto di blu        | 200      | 2     | 267      | 2     |
| 7  | Waterloo                      | 331      | 1     | 329      | 1     |
| 8  | Fly on the Wings of Love      | 111      | 6     | -        | -     |
| 9  | Poupée de cire, poupée de son | 37       | 14    | -        | -     |
| 10 | Every Way That I Can          | 104      | 9     | -        | -     |
| 11 | Ne partez pas sans moi        | 98       | 10    | -        | -     |
| 12 | Hold Me Now                   | 182      | 3     | 262      | 3     |
| 13 | Save Your Kisses for Me       | 154      | 5     | 230      | 5     |
| 14 | My Number One                 | 167      | 4     | 245      | 4     |

## Divulgação
| - Andorra (RTVA) - Áustria (ORF) - Bélgica (VRT, RTBF) - Bósnia e Herzegovina (PBSBiH) - Croácia (HRT) - Chipre (CyBC) - Dinamarca (DR) - Finlândia (Yle) - Macedónia do Norte (MKRTV) - Alemanha (ARD, WDR) | - Grécia (ERT) - Islândia (RÚV) - Irlanda (RTÉ) - Israel (IBA) - Letónia (LTV) - Lituânia (LRT) - Malta (PBS) - Mónaco (TMC) - Países Baixos (TROS) - Noruega (NRK) | - Polónia (TVP) - Portugal (RTP) - Roménia (TVR) - Rússia (C1R) - Sérvia e Montenegro (RTS, RTCG) - Eslovénia (RTVSLO) - Espanha (TVE) - Suécia (SVT) - Suíça (SRG SSR) - Turquia (TRT) - Ucrânia (NTU) |